# Suillus variegatus
Suillus variegatus (Olof Swartz, 1810 ex Charles Richon și Ernest Roze, 1888), din încrengătura Basidiomycota în familia Suillaceae și de genul Suillus, este o ciupercă comestibilă care coabitează, fiind un simbiont micoriza (formează micorize pe rădăcinile arborilor). Buretele este numit în popor hrib de nisip, hrib văratic sau hrib galben-brun. Se dezvoltă în România, Basarabia și Bucovina de Nord foarte des, numai sub diverse specii de pini (de exemplu Pinus silvestris sau Pinus mugo) pe soluri acide, în păduri de conifere sau mixte, urmând pinului de la câmpie până în zonele subalpine la limita arborilor. Apare deseori în mase, solitar sau în grupuri mai mari în apropierea pomului simbiont printre pernițele de mușchi, din (iunie) iulie până în octombrie (noiembrie).

## Descriere

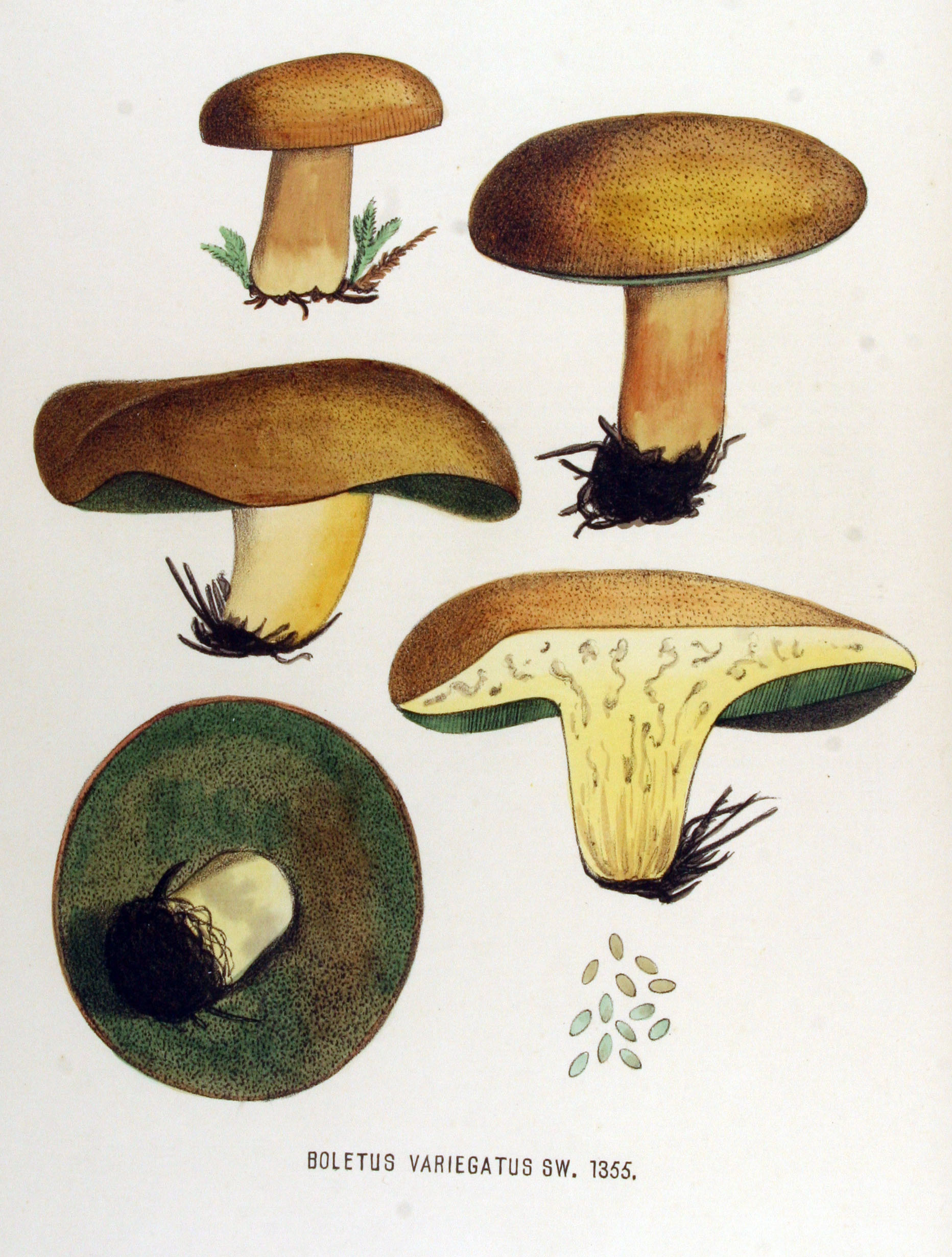
Jan Kops: Boletus variegatus

- Pălăria: are un diametru de 6-15 cm, este cărnoasă, compactă în tinerețe, dar spongioasă și moale în vârstă, fiind inițial semisferică cu marginea răsfrântă în jos, apoi convexă și ulterior aplatizată cu marginea subțire. Cuticula care se pleacă deasupra marginii, are un aspect catifelat și fin granulat, într-adevăr fiind acoperită cu solzi mici, asemănător șmirghelului  (la bătrânețe adesea goală). Ea este aproape mereu uscată, numai după o ploaie puternică ceva lipicioasă. Se separă ușor de pălărie. Coloritul este galben ca scorțișoara, câteodată și ruginiu sau maroniu.
- Tuburile și porii: sunt scurte, rotunjoare până unghiulare, aderate la picior, la început ocru-gălbuie, mai târziu gălbui-cafenii. Porii sunt mici, rotunzi deja de la început mai închiși în colorit ca cuticula, ruginiu-gălbui, până la brun-ruginii, la maturitate cu nuanțe murdar măslinii, devenind slab albaștri prin apăsare, decolorându-se însă din nou repede, fiind greu de îndepărtat de carnea pălăriei.
- Piciorul: are o înălțime de 6-10 cm și o lățime de 2-4 cm, este cilindric, plin, cărnos, tare, numai slab bont și îngroșat la bază, dar mereu mai scurt decât diametrul pălăriei, cu un desen fin reticular brun-ruginiu pe fundal gălbui. Tulpina nu prezintă un inel.
- Carnea: este tare în tinerețe, devenind la maturitate spongioasă în pălărie, fiind gălbuie și albăstrind ușor după tăiere, dar nu întotdeauna. Mirosul este slab, plăcut acrișor și gustul dulcișor. Ciuperca este adesea năpădită de larvele unor diptere din familia Mycetophilidae care se dezvoltă în interiorul corpurilor de fructificație. Bruno Cetto scrie, că ar avea un miros ușor de clor [ce editorul acestui articol nu a putut să verifice].
- Caracteristici microscopice: are spori gălbui, netezi și fusiformi cu o mărime de 8-10,5 x 3-4 microni. Pulberea lor este brun-măslinie.[5][6][7]
- Reacții chimice: buretele se colorează cu acid sulfuric într-un galben viu și lucios, sub aburi de amoniac albastru până gri-albăstrui, cu anilină de fenol în întregime roșu, cu Hidroxid de potasiu murdar lila-roz, apoi murdar gri până maroniu și cu sulfat de fier gri-albăstrui.[8]

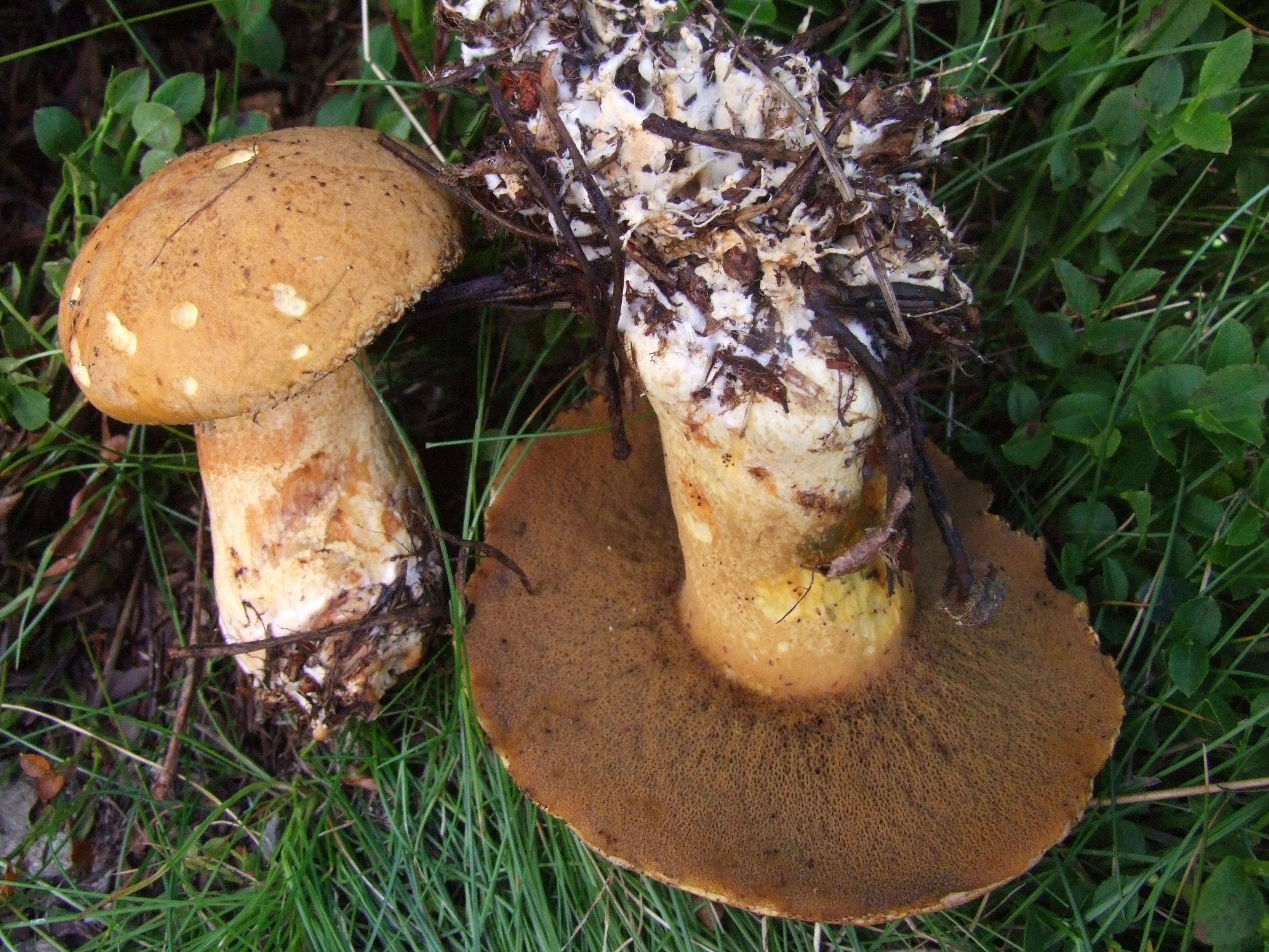
S. variegatus, pori, picior și miceliu
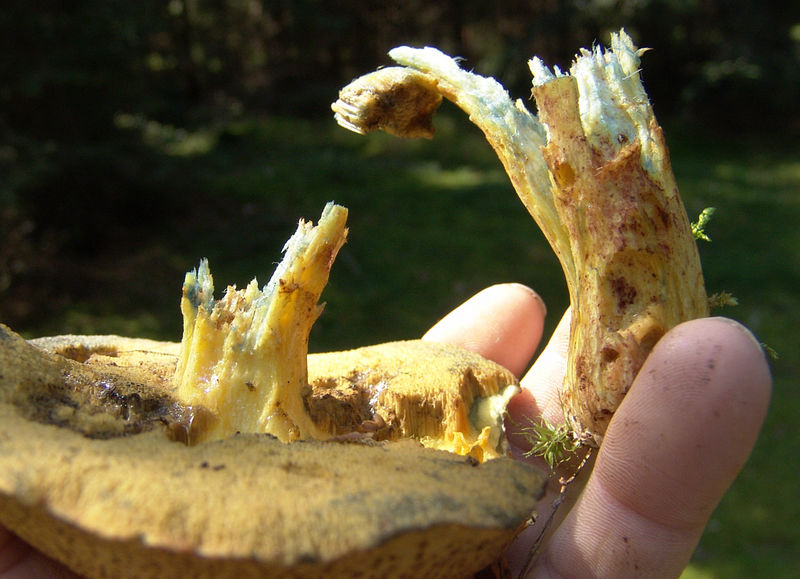
S. variegatus, carne
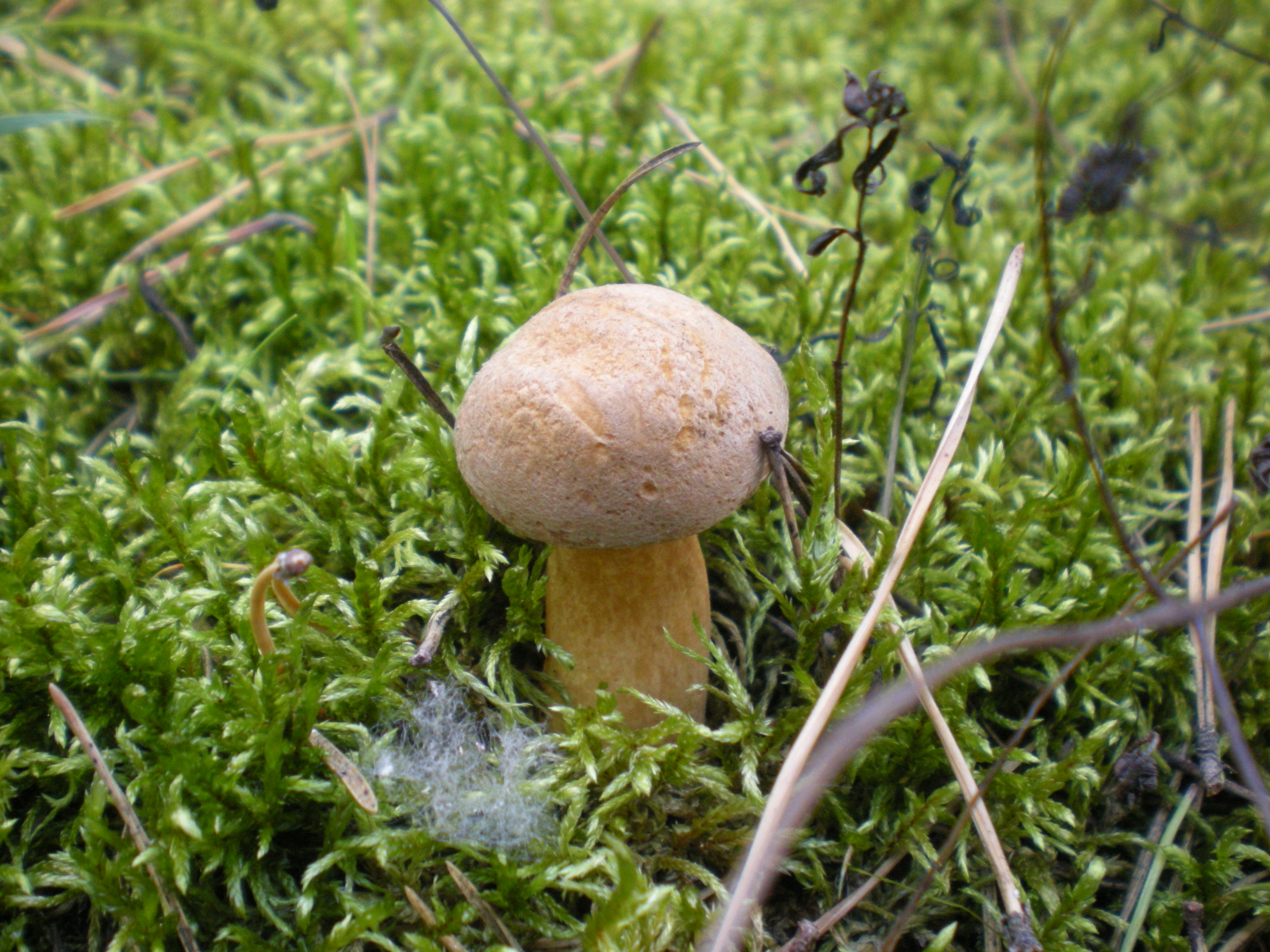
S. variegatus tânăr
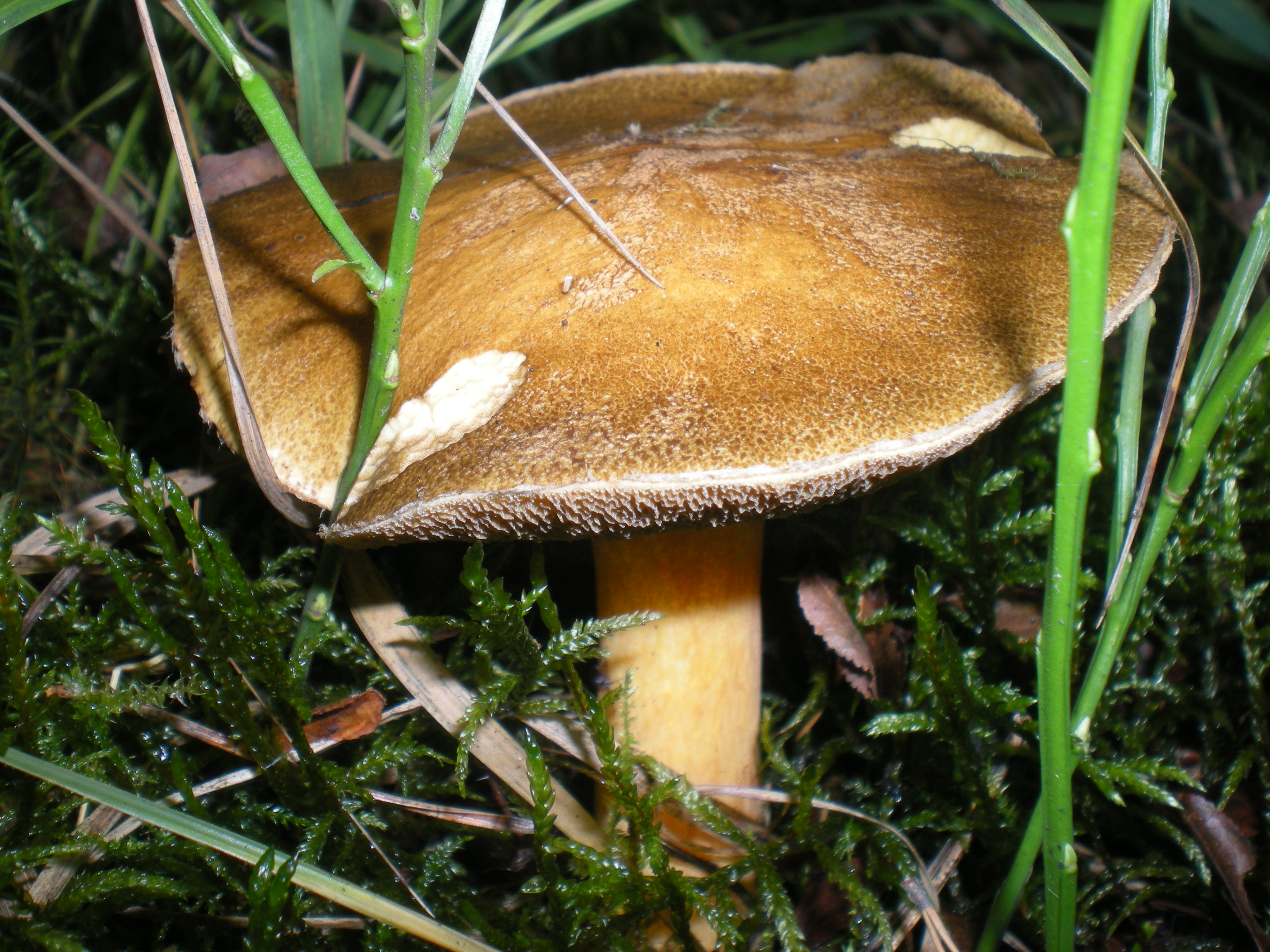
S. variegatus bătrân

## Confuzii
Bureții pot fi confundați numai cu specii asemănătoare, cu toate comestibile, din familia Suillaceae mai mici, de exemplu cu Suillus bovinus,  Suillus bresadolae, Suillus cavipes, Suillus flavidus, Suillus granulatus, Suillus plorans, Suillus tridentinus, Suillus viscidus comestibil, (se dezvoltă sub larici) sau cu Aureoboletus moravicus sin. Xerocomus moravicus, Boletus aestivalis (în stadiu mai tânăr), Boletus erythropus, Boletus luridus, Chalciporus piperatus, sin. Boletus piperatus, Gyrodon lividus, Xerocomellus chrysenteron Xerocomellus pruinatus sin. Boletus pruinatus, Xerocomus pruinatus (comestibil), Xerocomus spadiceus și Xerocomus subtomentosus sin. Boletus subtomentosus din familia Boletaceae, respectiv Gyrodon lividus, din familia Paxillaceae.

## Specii asemănătoare în imagini

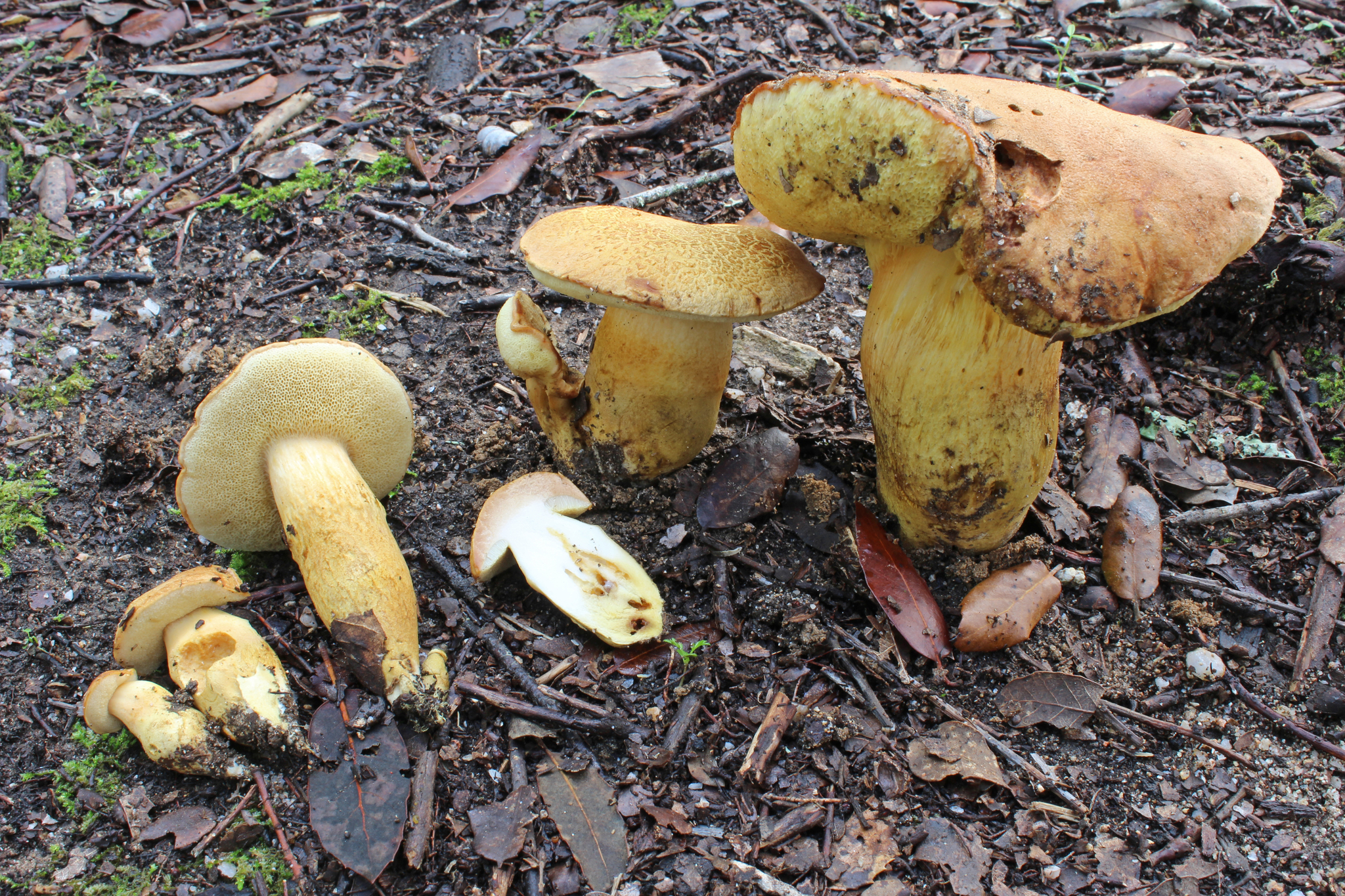
Aureoboletus moravicus sin. Xerocomus moravicus
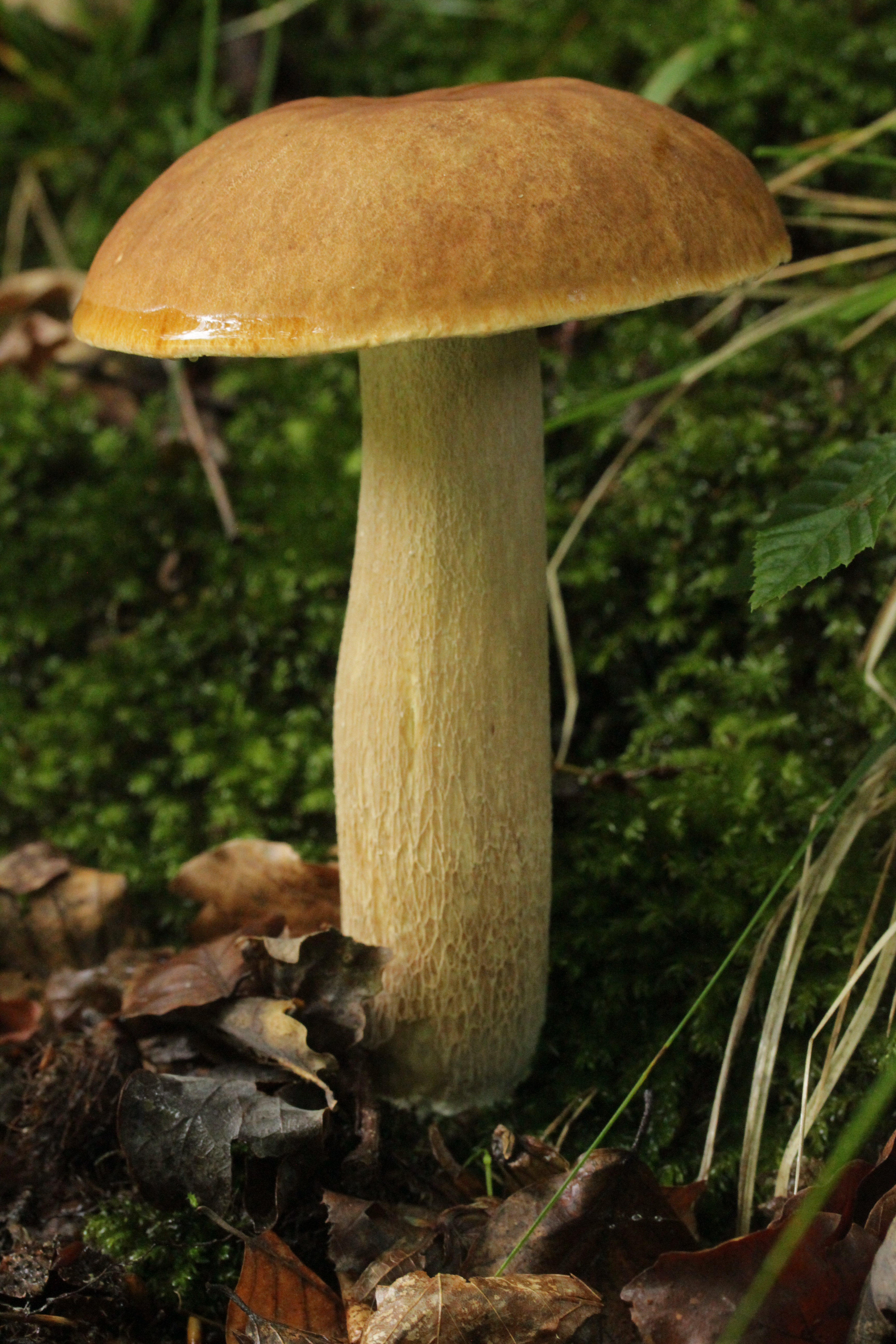
Boletus aestivalis
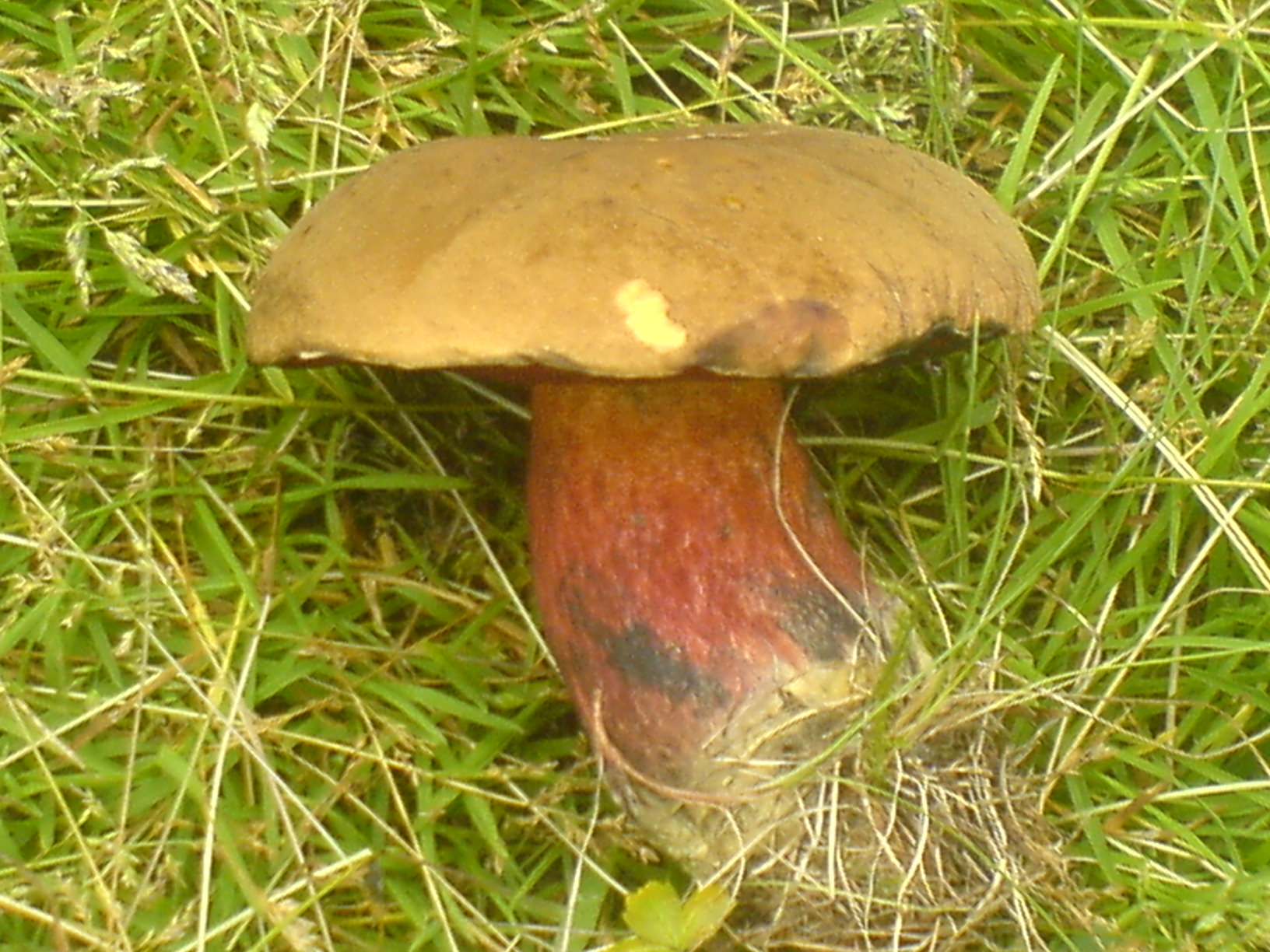
Boletus erythropus
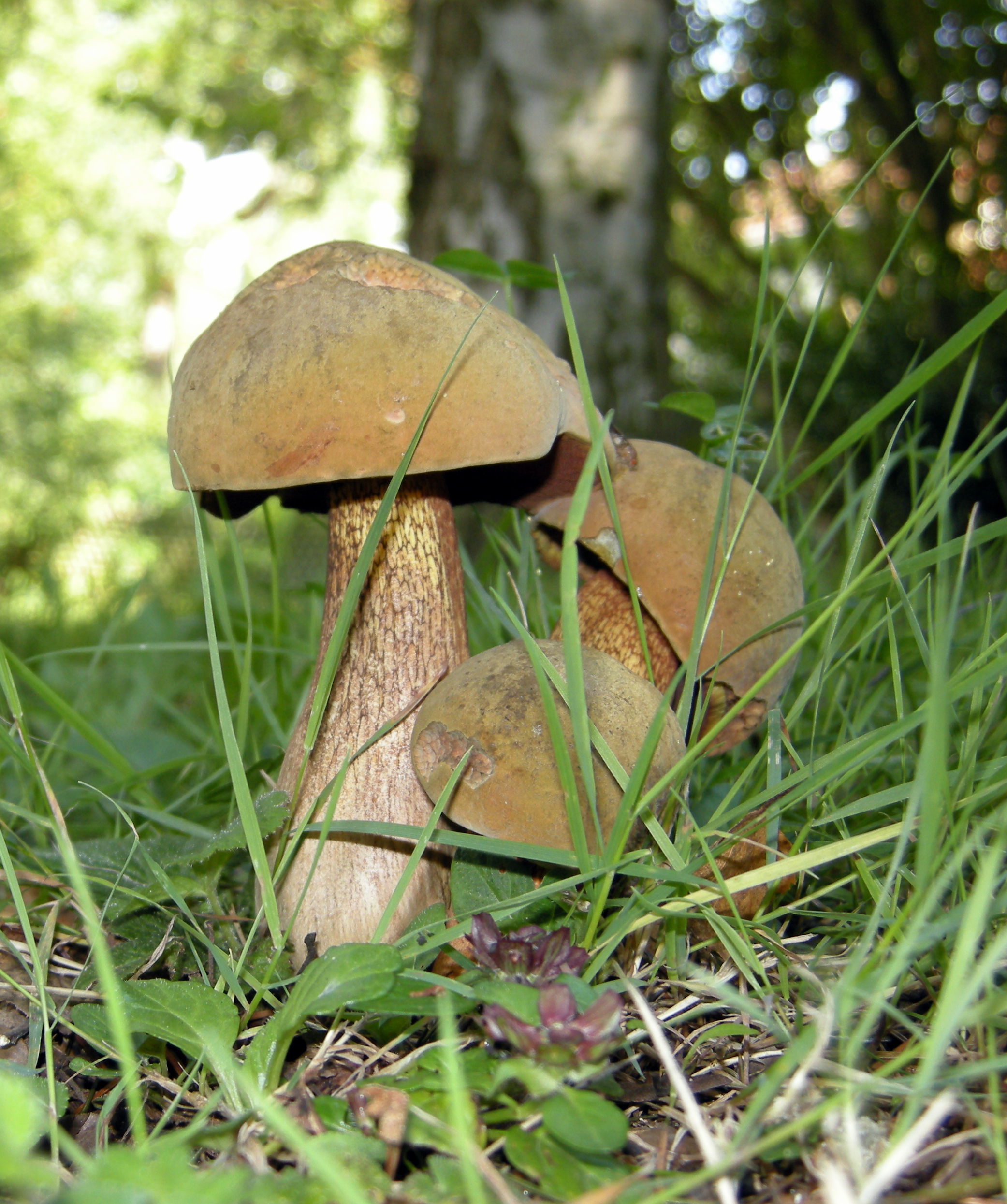
Boletus luridus
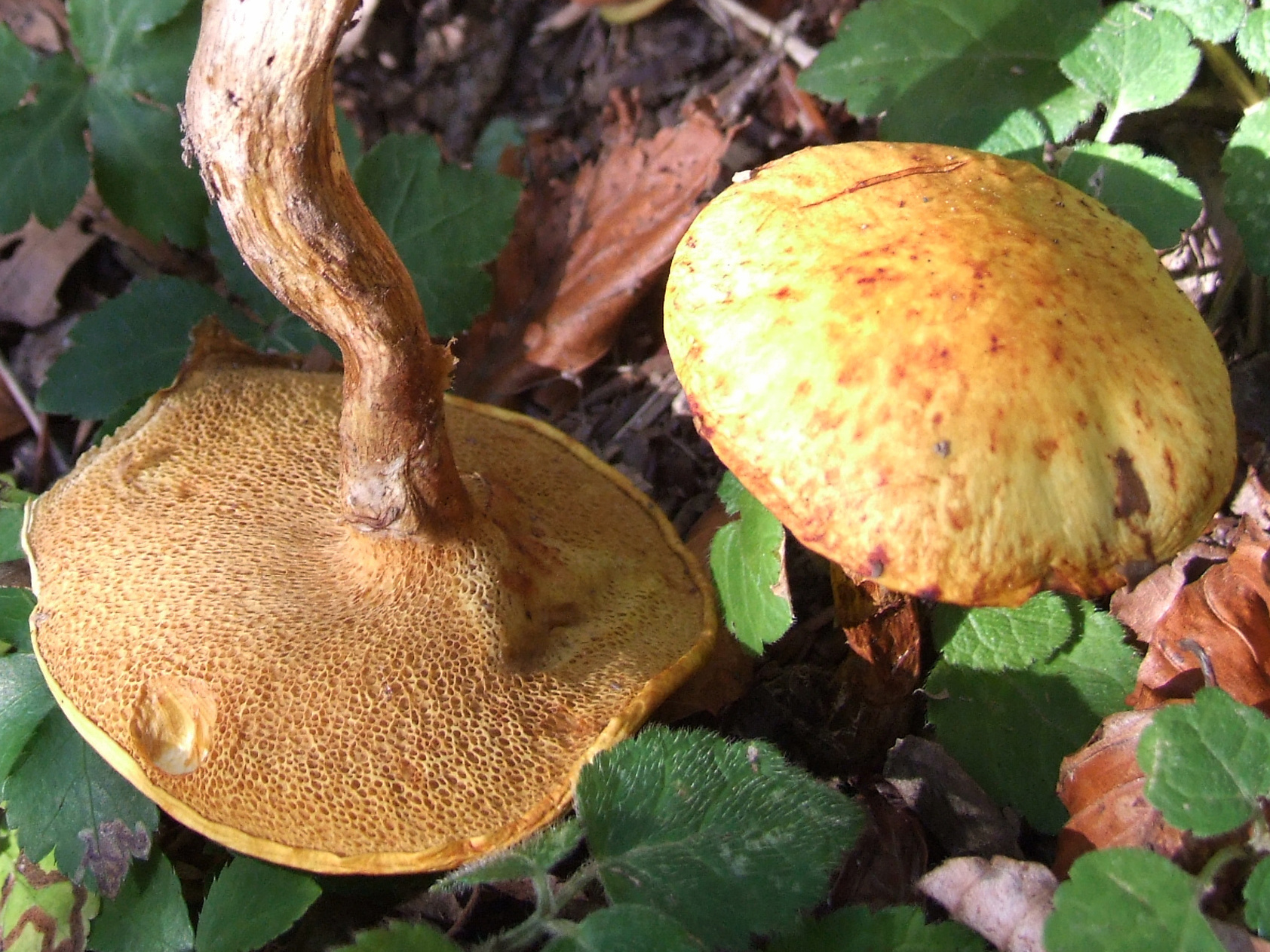
Chalciporus piperatus
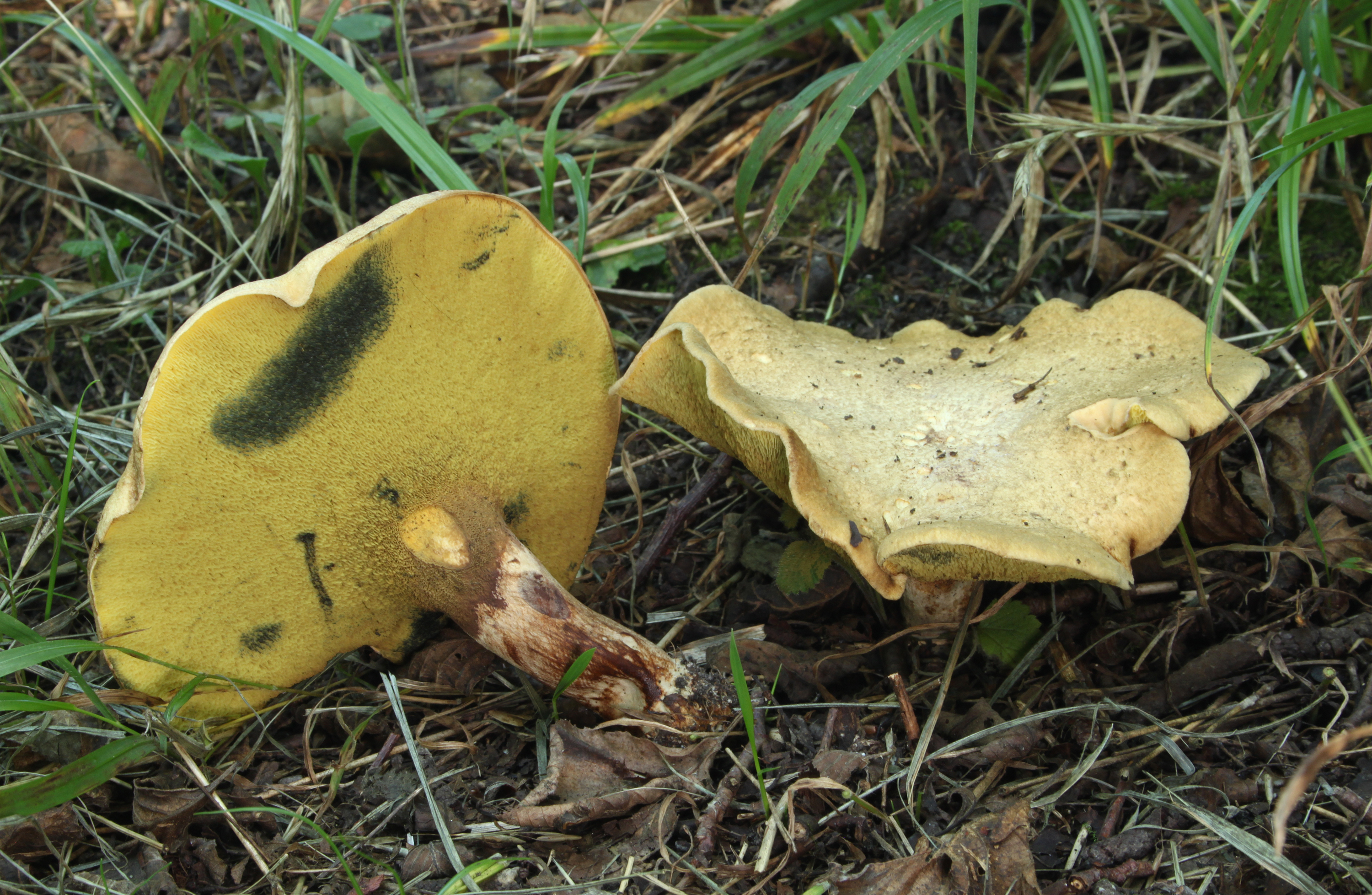
Gyrodon lividus
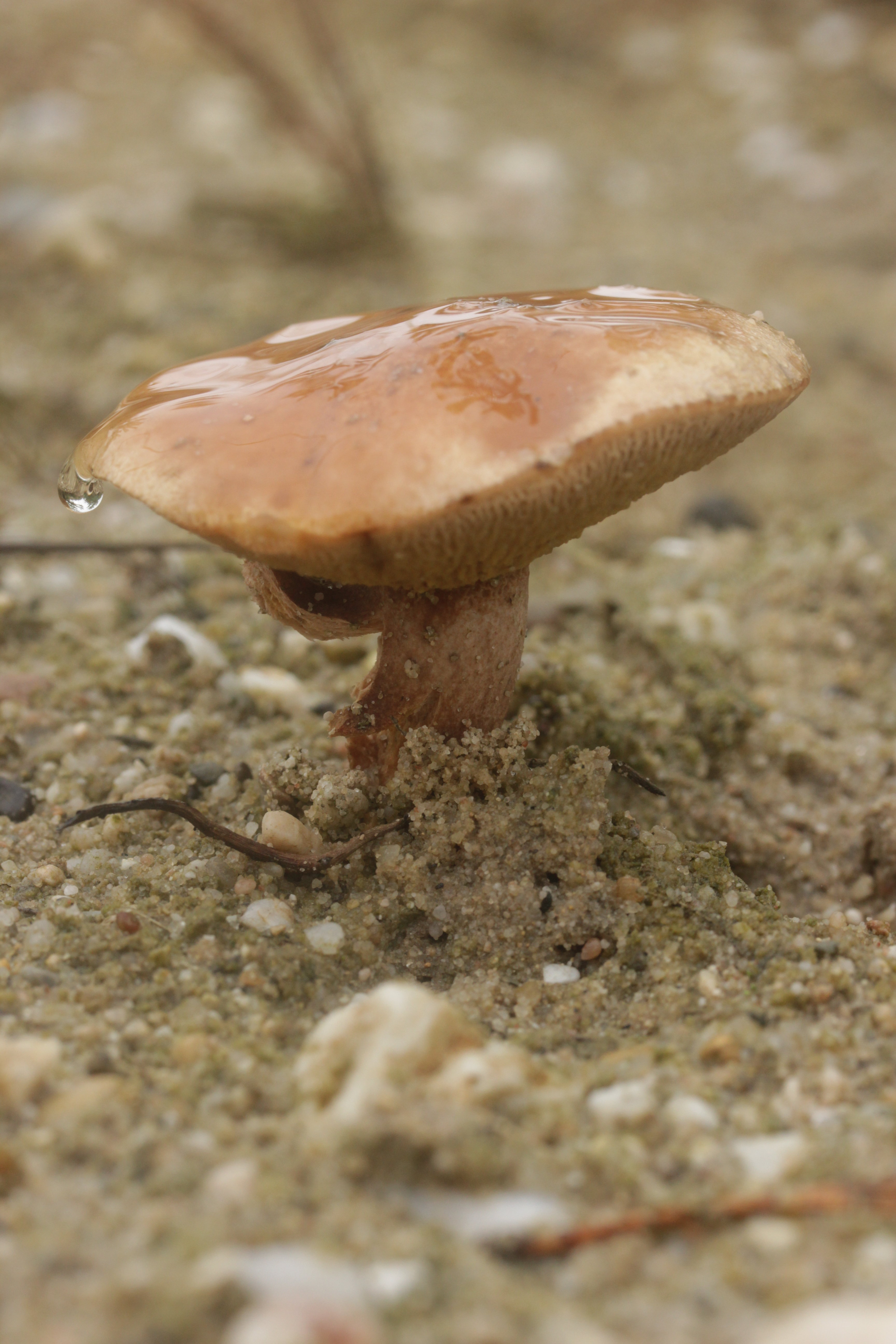
Suillus bovinus

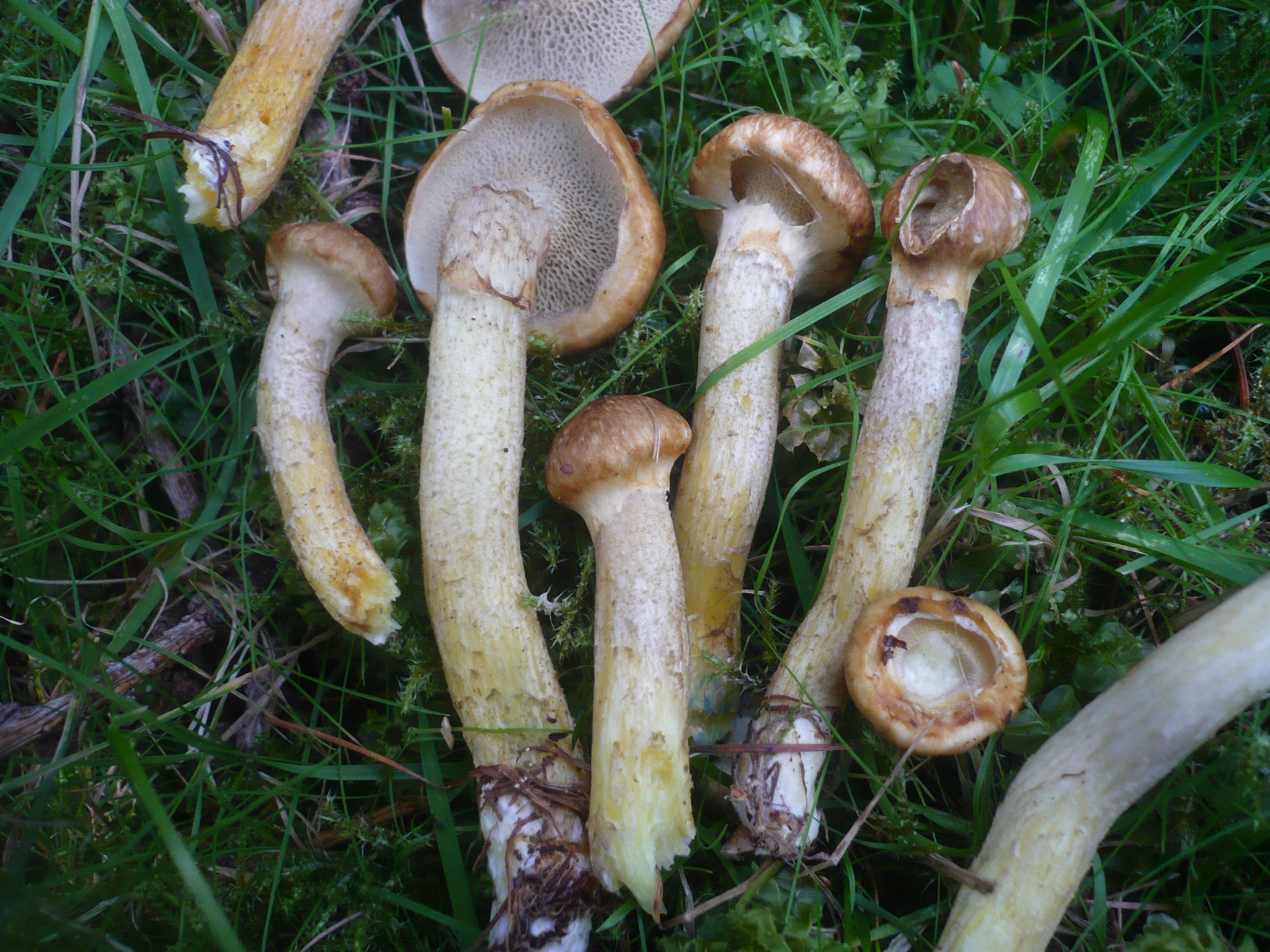
Suillus bresadolae
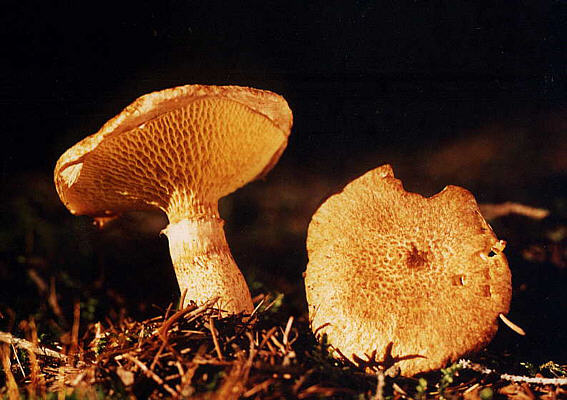
Suillus cavipes
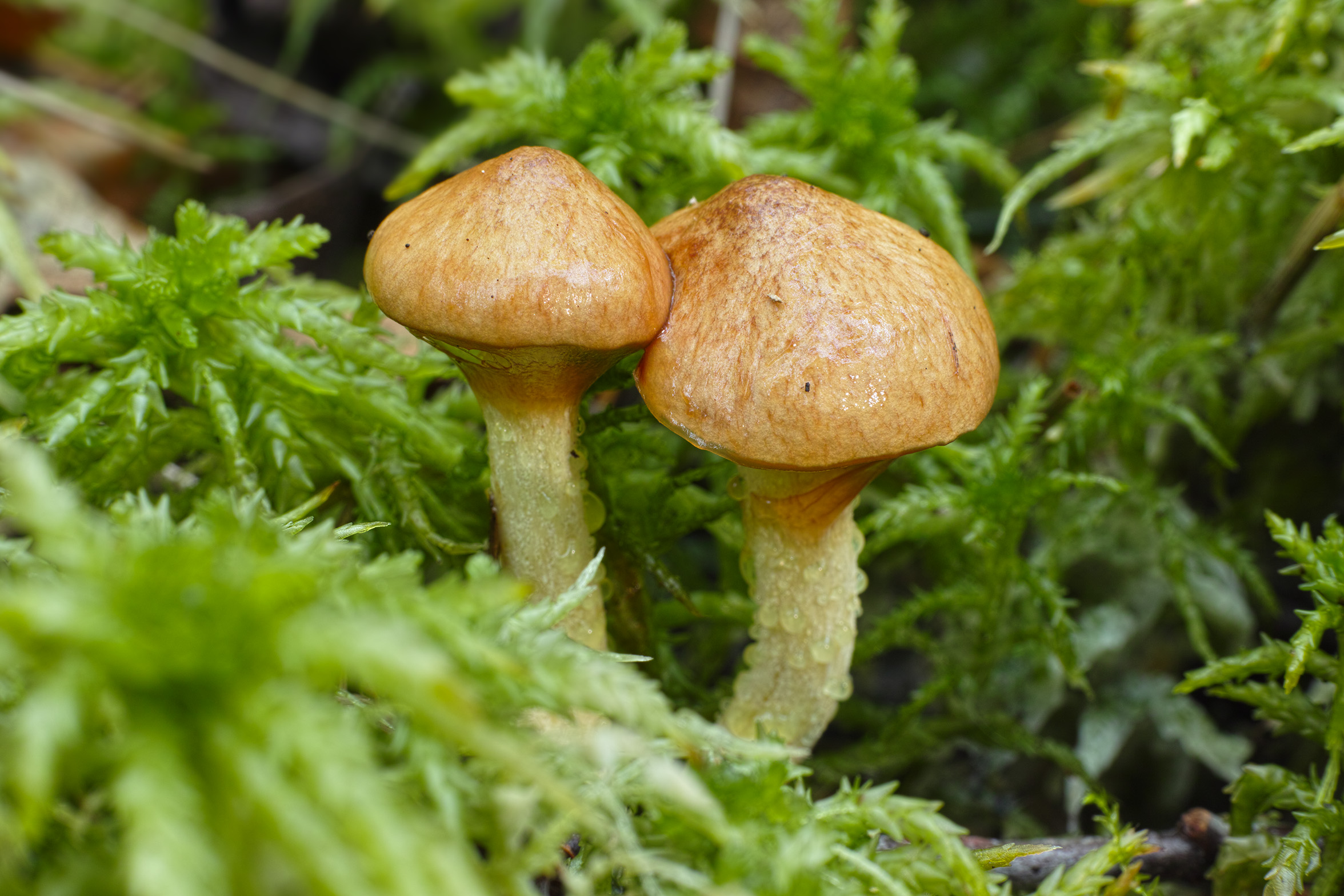
Suillus flavidus
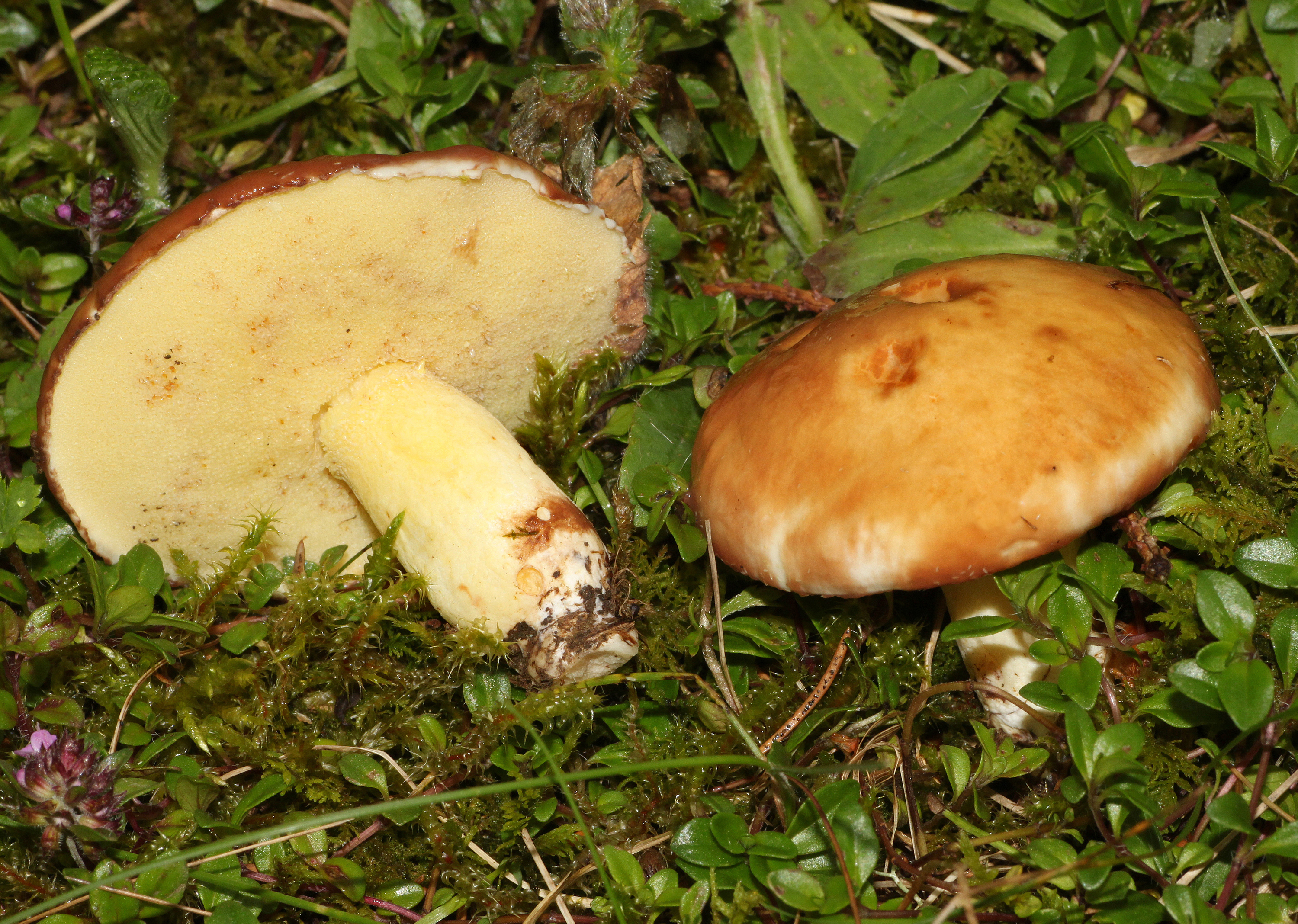
Suillus granulatus
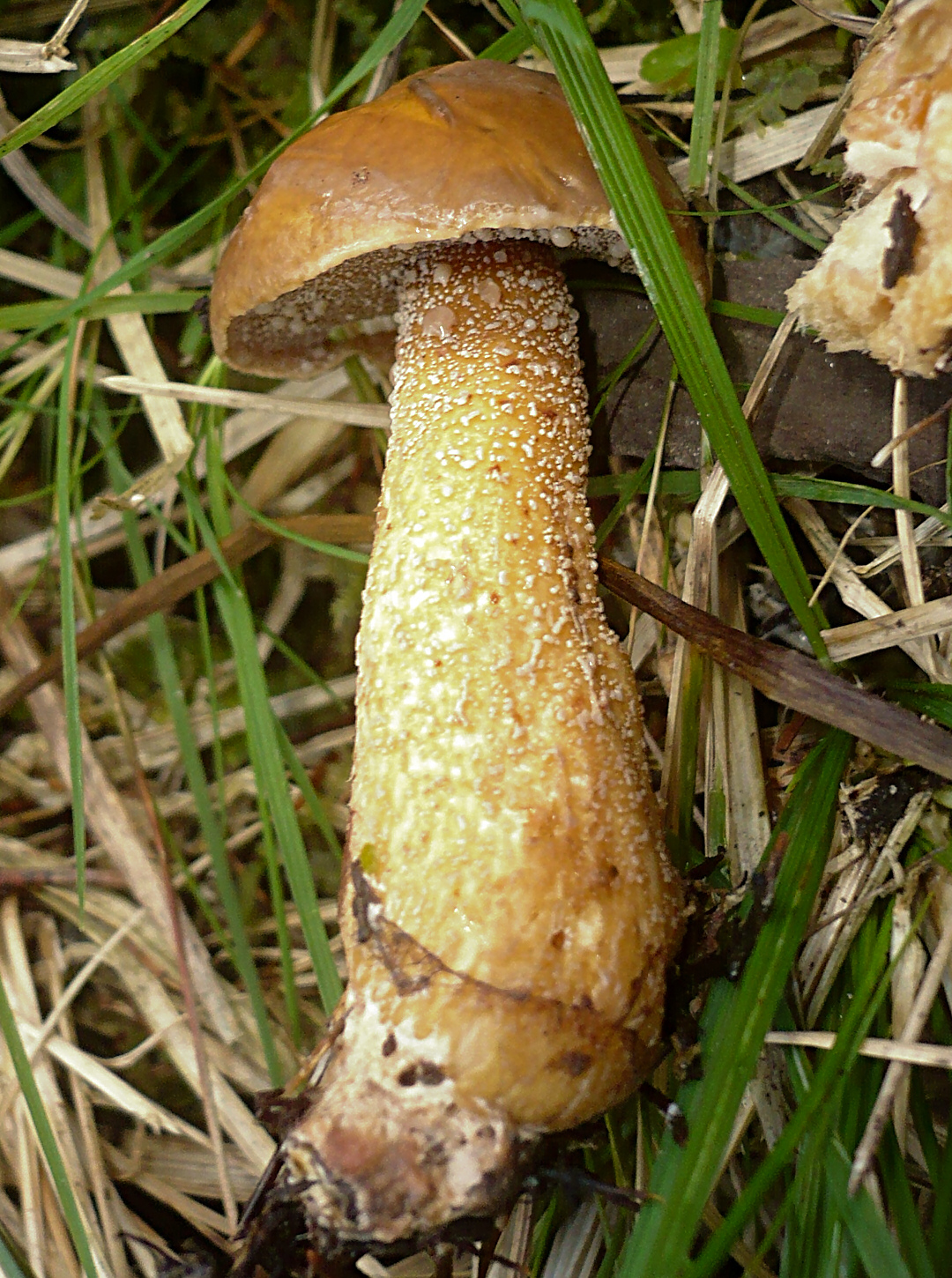
Suillus plorans
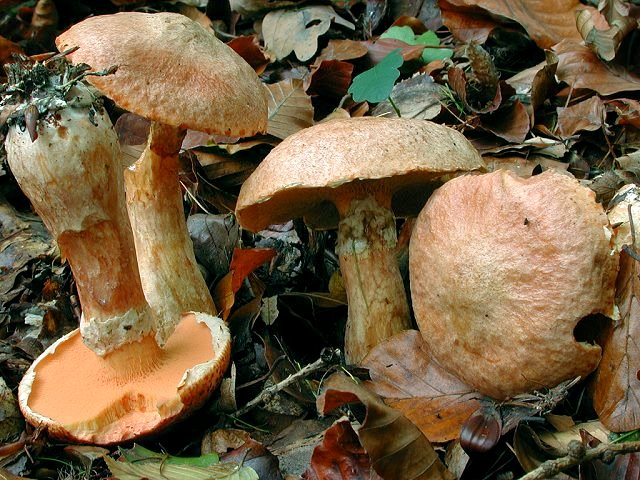
Suillus tridentinus
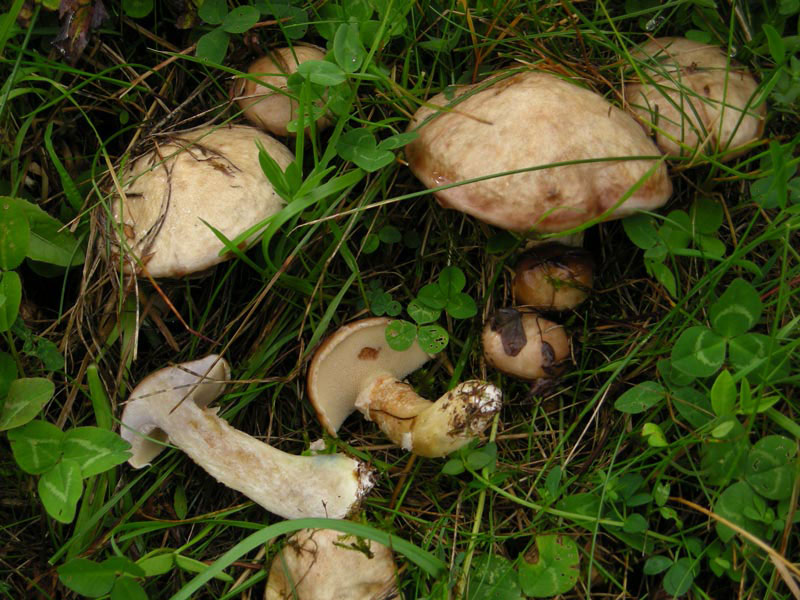
Suillus viscidus

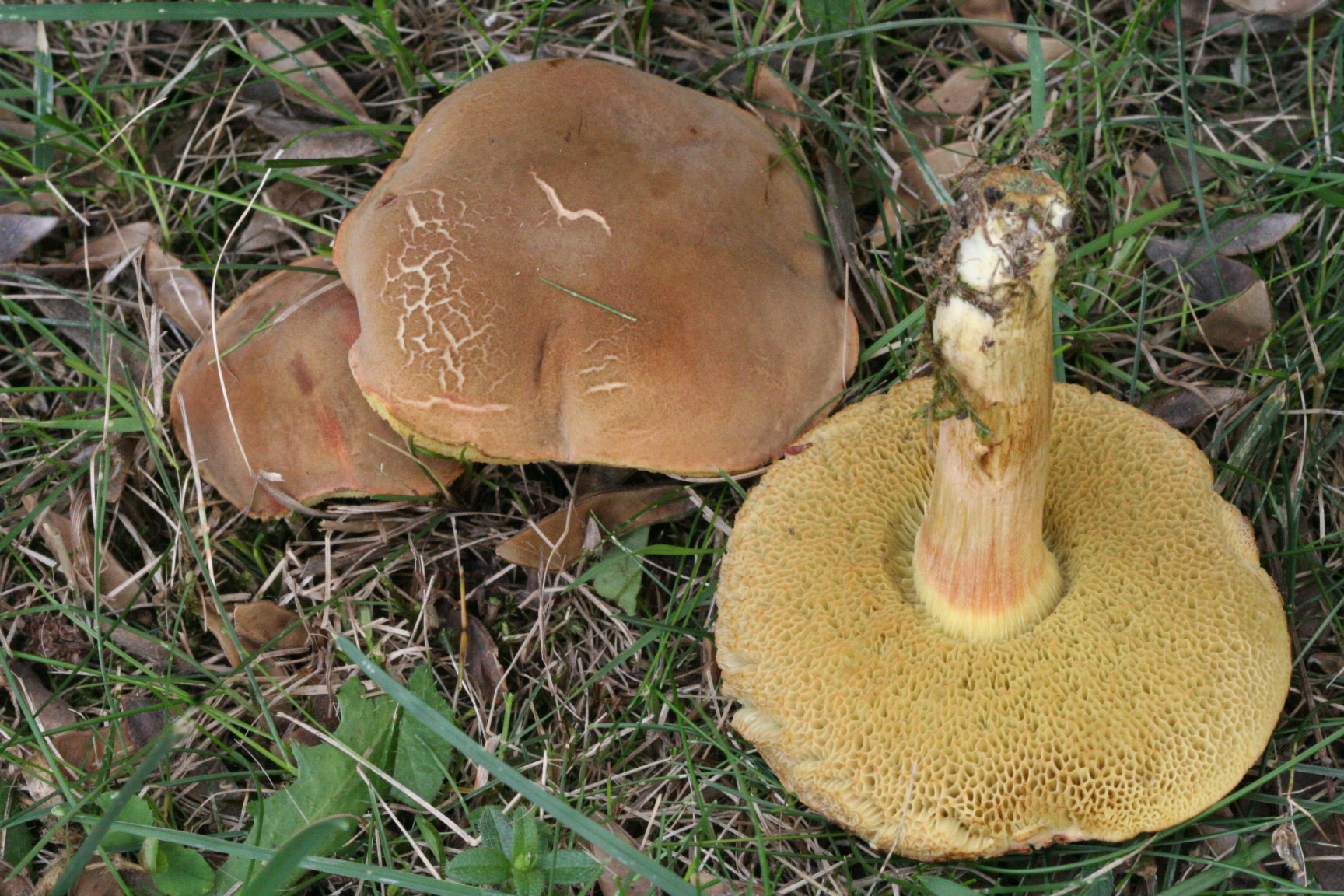
Xerocomus chrysenteron
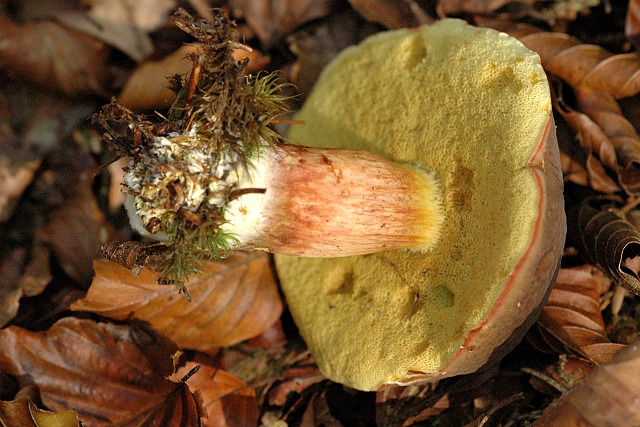
Xerocomellus pruinatus
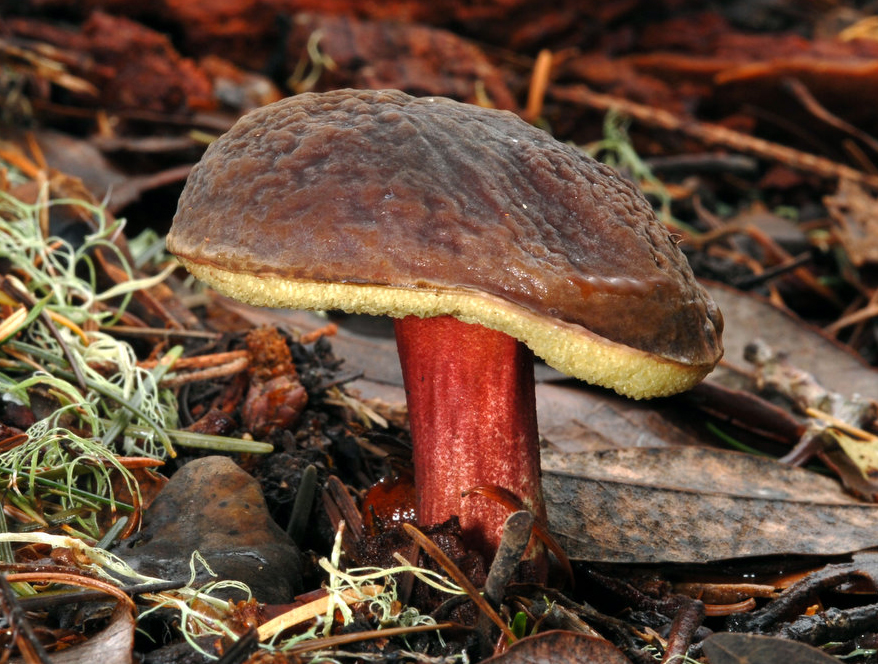
Xerocomellus zelleri
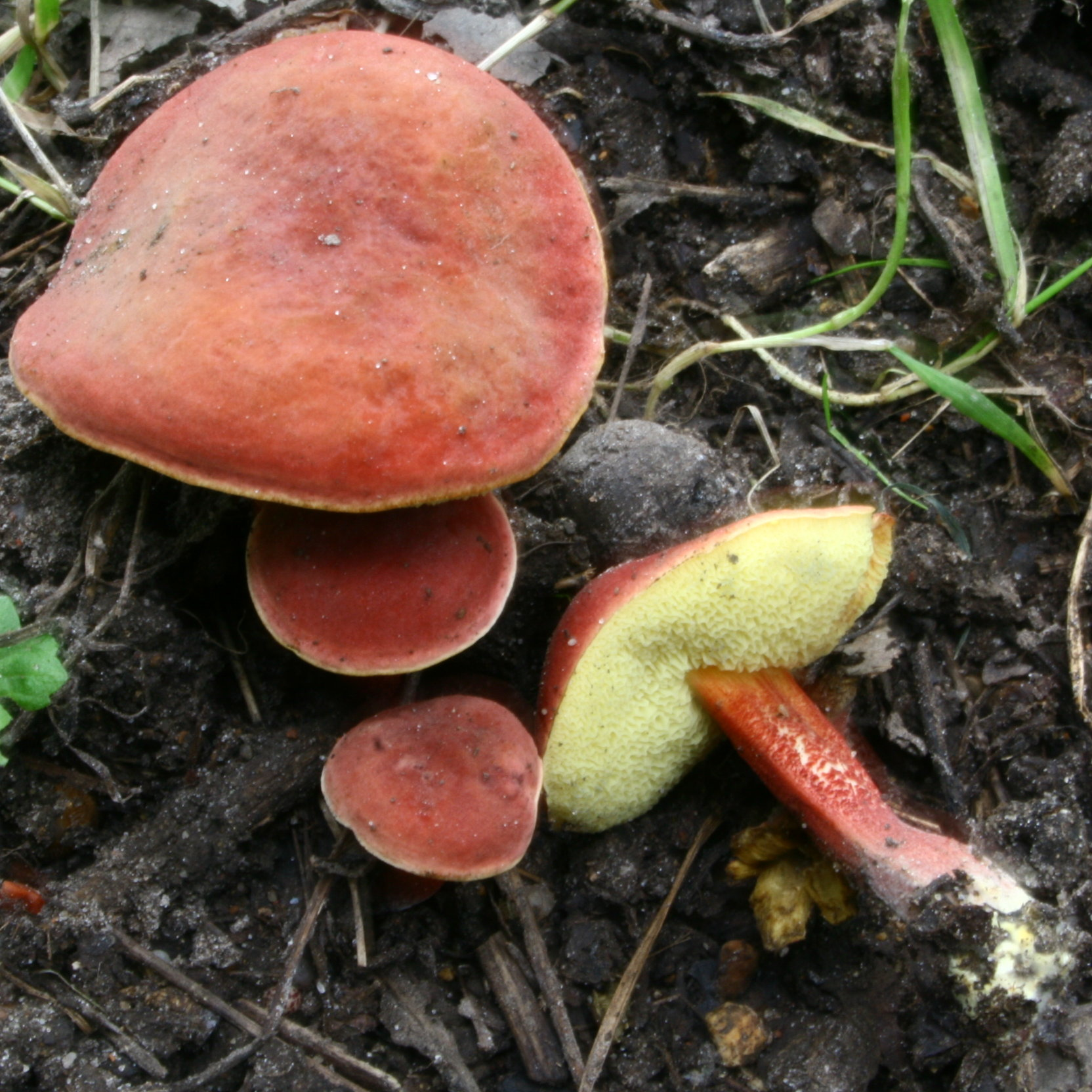
Xerocomus rubellus
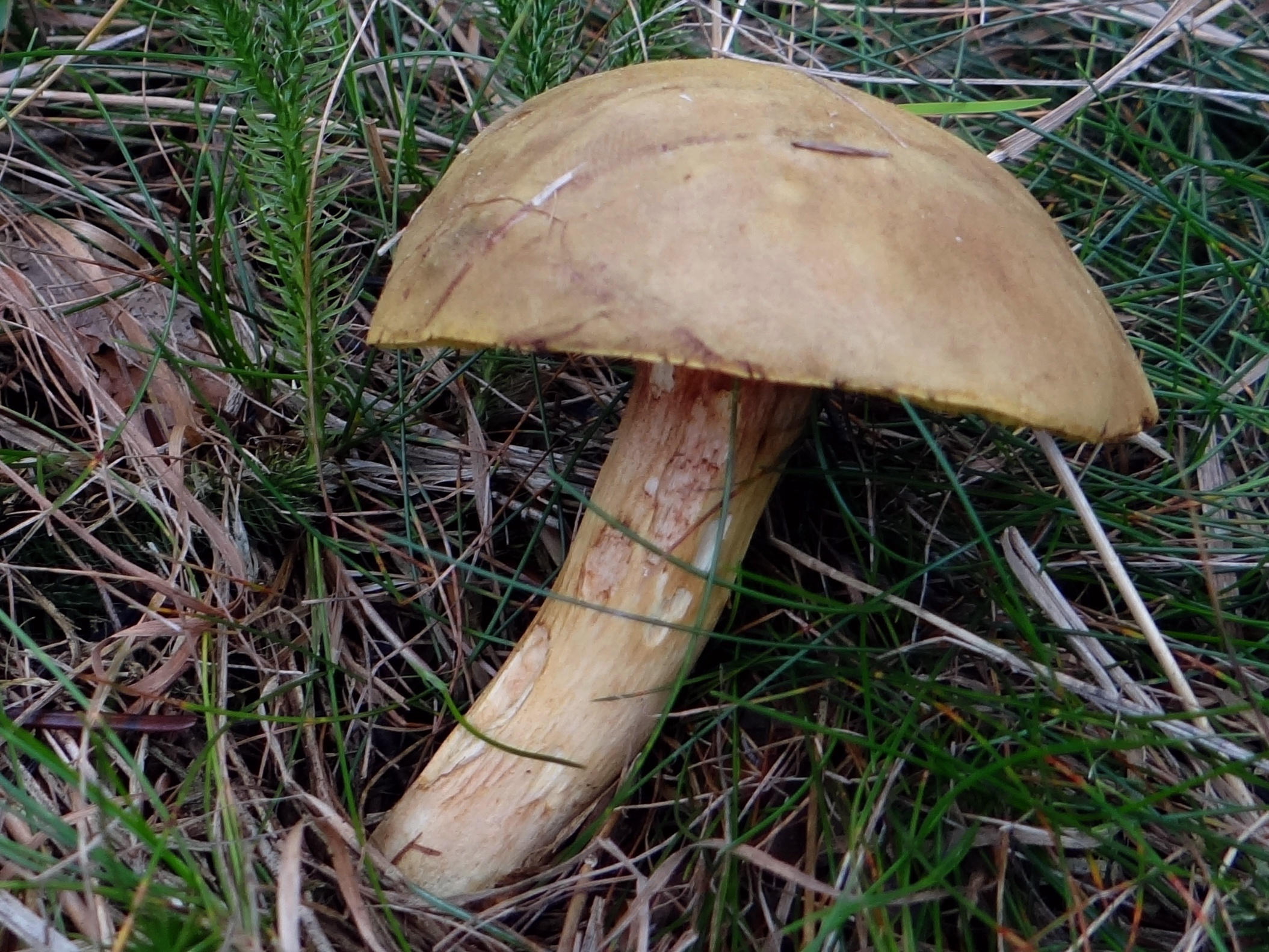
Xerocomus ferrugineus
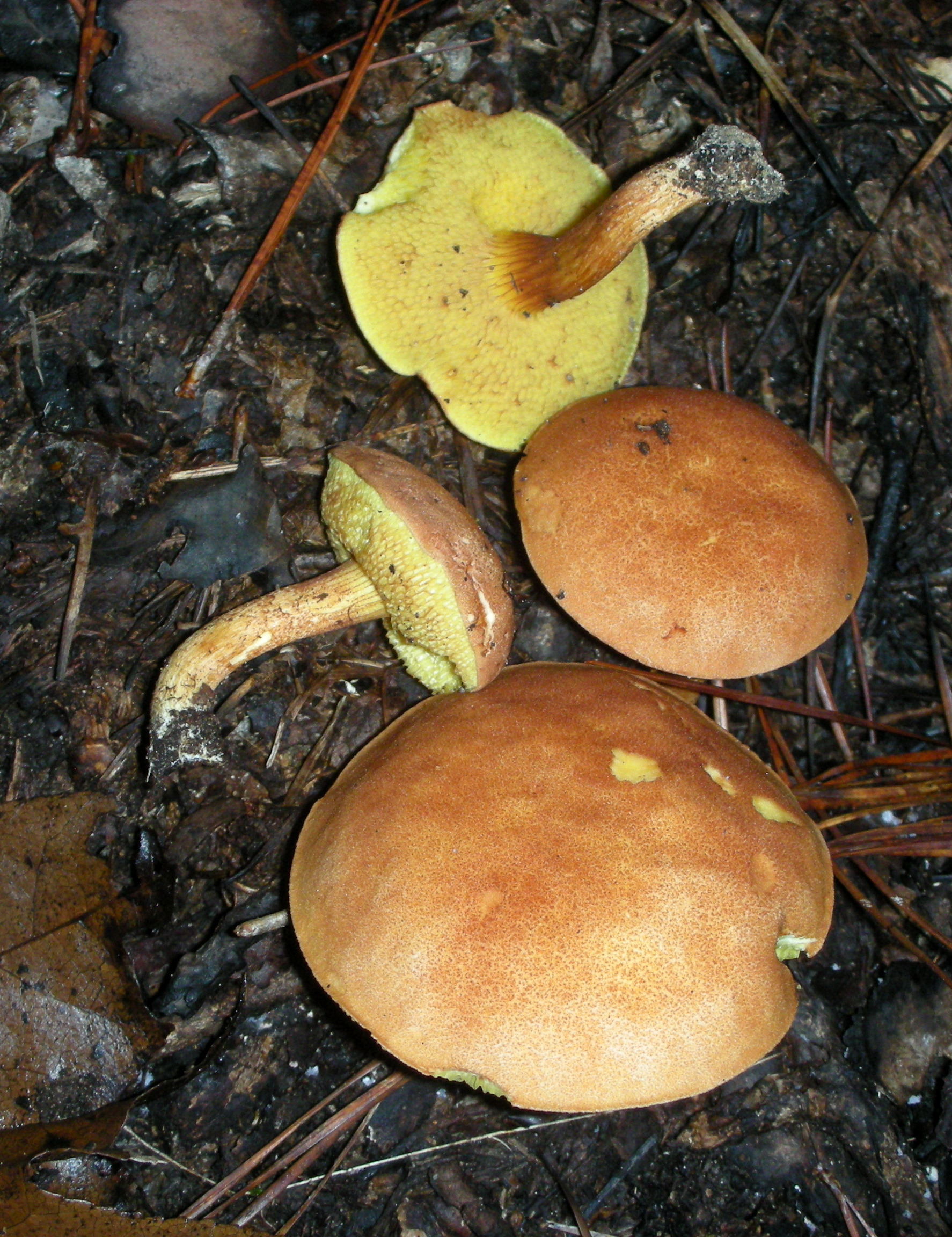
Xerocomus spadiceus
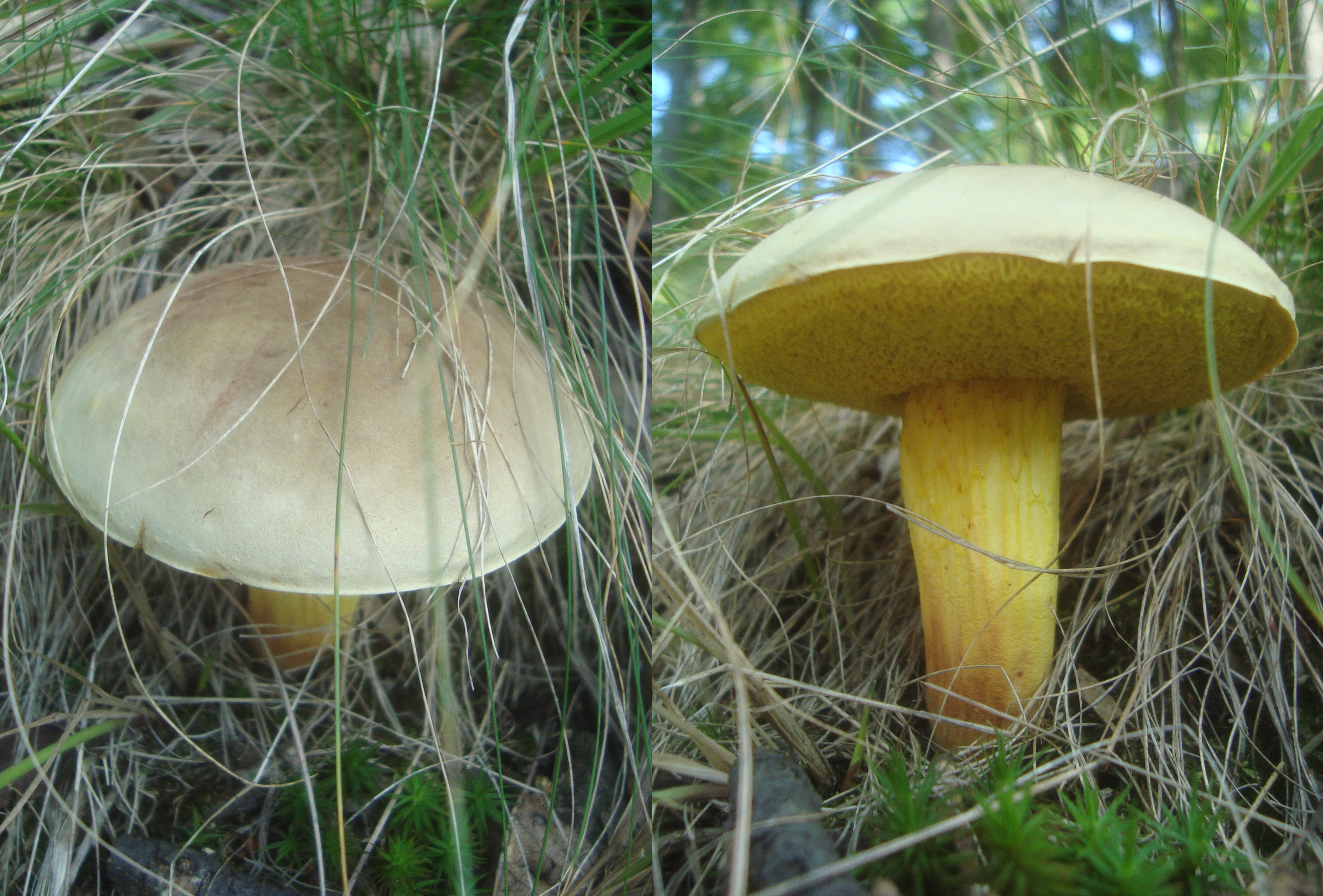
Xerocomus subtomentosus

## Valorificare
Este o specie comestibilă mai gustoasă ca lumânărica, care și ea ar trebui să fie ingerată preferat în stadiu tânăr. Când este matură, carnea devine spongioasă și este năpădită de viermi. Se folosește nu numai împreună cu alte ciuperci de pădure. Aroma îi este intensificată prin uscare. Atunci buretele este apreciat la aromatizarea mâncărurilor, pentru că dezvoltă o aromă de zbârciogi. Se pretează și la conservarea în oțet sau ulei.